# Khalid Fouhami
Khalid Fouhami est un footballeur international marocain né le 25 décembre 1972 à Casablanca. Il joue au poste de gardien de but. Fouhami a été finaliste de la Coupe d'Afrique des nations 2004 avec le Maroc.

## Biographie
Né à Casablanca et formé au Wydad de Casablanca, Fouhami passe par plusieurs clubs Marocain et étrangers. Il figure parmi les meilleurs gardiens marocains à avoir jamais existé après Badou Ezzaki[réf. nécessaire].
Son poste d'entraîneur de gardien ne l'empêche pas de leur faire marquer des buts.

## Sélection nationale
| Caps | Date       | Match                     | Lieu           | Score | Compétition            |
| 1    | 24/01/1999 | Guinée - Maroc            | Kamsar         | 1 - 1 | Elim. CAN 2000         |
| 2    | 28/02/1999 | Togo - Maroc              | Lomé           | 2 - 3 | Elim. CAN 2000         |
| 3    | 10/04/1999 | Maroc - Togo              | Casablanca     | 1 - 1 | Elim. CAN 2000         |
| 4    | 28/04/1999 | Pays Bas - Maroc          | Arnhem         | 1 - 2 | Amical                 |
| 5    | 05/06/1999 | Maroc - Guinée            | Rabat          | 1 - 0 | Elim. CAN 2000         |
| 6    | 17/11/1999 | Maroc - USA               | Marrakech      | 2 - 1 | Amical                 |
| 7    | 22/12/1999 | Maroc - Sénégal           | Agadir         | 0 - 0 | Amical                 |
| 8    | 18/01/2000 | Maroc - Trinité et Tobago | El Jadida      | 1 - 0 | Amical                 |
| 9    | 25/01/2000 | Congo - Maroc             | Lagos          | 0 - 1 | CAN 2000               |
| 10   | 29/01/2000 | Tunisie - Maroc           | Lagos          | 0 - 0 | CAN 2000               |
| 11   | 03/02/2000 | Nigeria - Maroc           | Lagos          | 2 - 0 | CAN 2000               |
| 12   | 09/04/2000 | Gambie - Maroc            | Banjul         | 0 - 1 | Elim. CM 2002          |
| 13   | 22/04/2000 | Maroc - Gambie            | Casablanca     | 2 - 0 | Elim. CM 2002          |
| 14   | 06/06/2000 | Maroc - France            | Casablanca     | 1 - 5 | Finale Coupe Hassan II |
| 15   | 02/09/2000 | Gabon - Maroc             | Libreville     | 2 - 0 | Elim. CAN 2002         |
| 16   | 16/06/2001 | Maroc - Gabon             | Fès            | 0 - 1 | Elim. CAN 2002         |
| 17   | 14/07/2001 | Sénégal - Maroc           | Dakar          | 1 - 0 | Elim. CM 2002          |
| 18   | 14/11/2001 | Maroc - Zambie            | Rabat          | 1 - 0 | Amical                 |
| 19   | 12/12/2001 | Maroc - Mali              | Settat         | 1 -1  | Amical                 |
| 20   | 10/09/2003 | Maroc - Trinité et Tobago | Marrakech      | 2 - 0 | Amical                 |
| 21   | 11/10/2003 | Tunisie - Maroc           | Tunis          | 0 - 0 | Amical                 |
| 22   | 15/11/2003 | Maroc – Burkina Faso      | Meknès         | 1 - 0 | Amical                 |
| 23   | 19/11/2003 | Maroc – Mali              | Casablanca     | 0 - 1 | Amical                 |
| 24   | 27/01/2004 | Nigeria - Maroc           | Monastir       | 0 - 1 | CAN 2004               |
| 25   | 31/01/2004 | Bénin - Maroc             | Sfax           | 0 - 4 | CAN 2004               |
| 26   | 04/02/2004 | Afrique du sud - Maroc    | Sousse         | 1 - 1 | CAN 2004               |
| 27   | 08/02/2004 | Algérie - Maroc           | Sfax           | 1 - 3 | ¼ Finale CAN 2004      |
| 28   | 11/02/2004 | Mali - Maroc              | Sousse         | 0 - 4 | ½ Finale CAN 2004      |
| 29   | 14/02/2004 | Tunisie - Maroc           | Radès          | 2 - 1 | Finale CAN 2004        |
| 30   | 28/05/2004 | Mali - Maroc              | Bamako         | 0 – 0 | Amical                 |
| 31   | 05/06/2004 | Malawi - Maroc            | Blantyre       | 1 - 1 | Elim. CM/CAN 2006      |
| 32   | 15/11/2005 | Cameroun - Maroc          | Clairefontaine | 0 - 0 | Amical                 |
| 33   | 12/01/2008 | Maroc - Zambie            | Fés            | 2 - 0 | Amical                 |
| 34   | 21/01/2008 | Maroc - Namibie           | Accra          | 5 - 1 | CAN 2008               |
| 35   | 24/01/2008 | Maroc - Guinée            | Accra          | 2-3   | CAN 2008               |
| ---- | ---------- | ------------------------- | -------------- | ----- | ---------------------- |

## Palmarès

### Club
Wydad AC
- Champion du Maroc en 1991 et 1993
- Vice-champion du Maroc en 1994
- Vainqueur de la CAF Ligue des Champions en 1992
- Vainqueur de la Supercoupe Arabe en 1992
- Vainqueur de la Coupe Afro-Asiatique en 1993
- Vainqueur de la Coupe du Trône en 1994

 Dinamo Bucarest
- Champion de Roumanie en 2000
- Vainqueur de la Coupe de Roumanie en 2000

 FUS de Rabat
- Vainqueur de la Coupe de la confédération en 2010
- Vainqueur de la Coupe du Trône en 2010
- Champion du Maroc de D2 en 2009

 Maroc
- Finaliste de la Coupe d'Afrique des nations 2004

### Distinctions personnelles
- Prix Meilleur Arrêt de l'année par la CAF: 2000
- Seul gardien dans l'histoire du Dinamo Bucarest à avoir marqué un but.
- Meilleur gardien de la demi-finale de la Coupe d'Afrique des nations 2004

## Décorations
- Officier de l'ordre du Trône — Le 14 février 2004, il est décoré officier de l'ordre du Wissam al-Arch[1] — ordre du Trône[2] — par le roi Mohammed VI au Palais royal de Rabat[3].